# 鳳山國中站

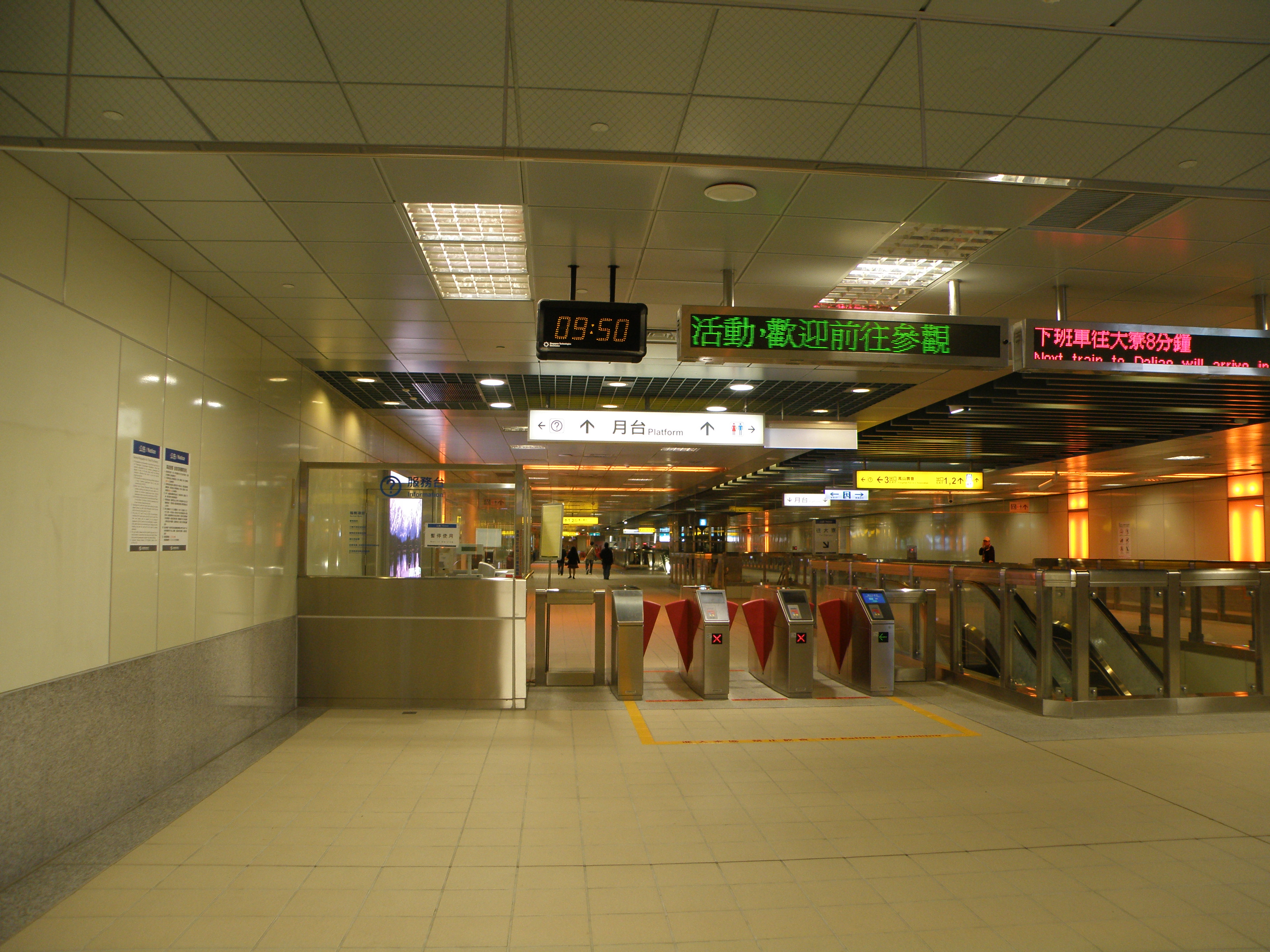
車站大廳（地下1樓）

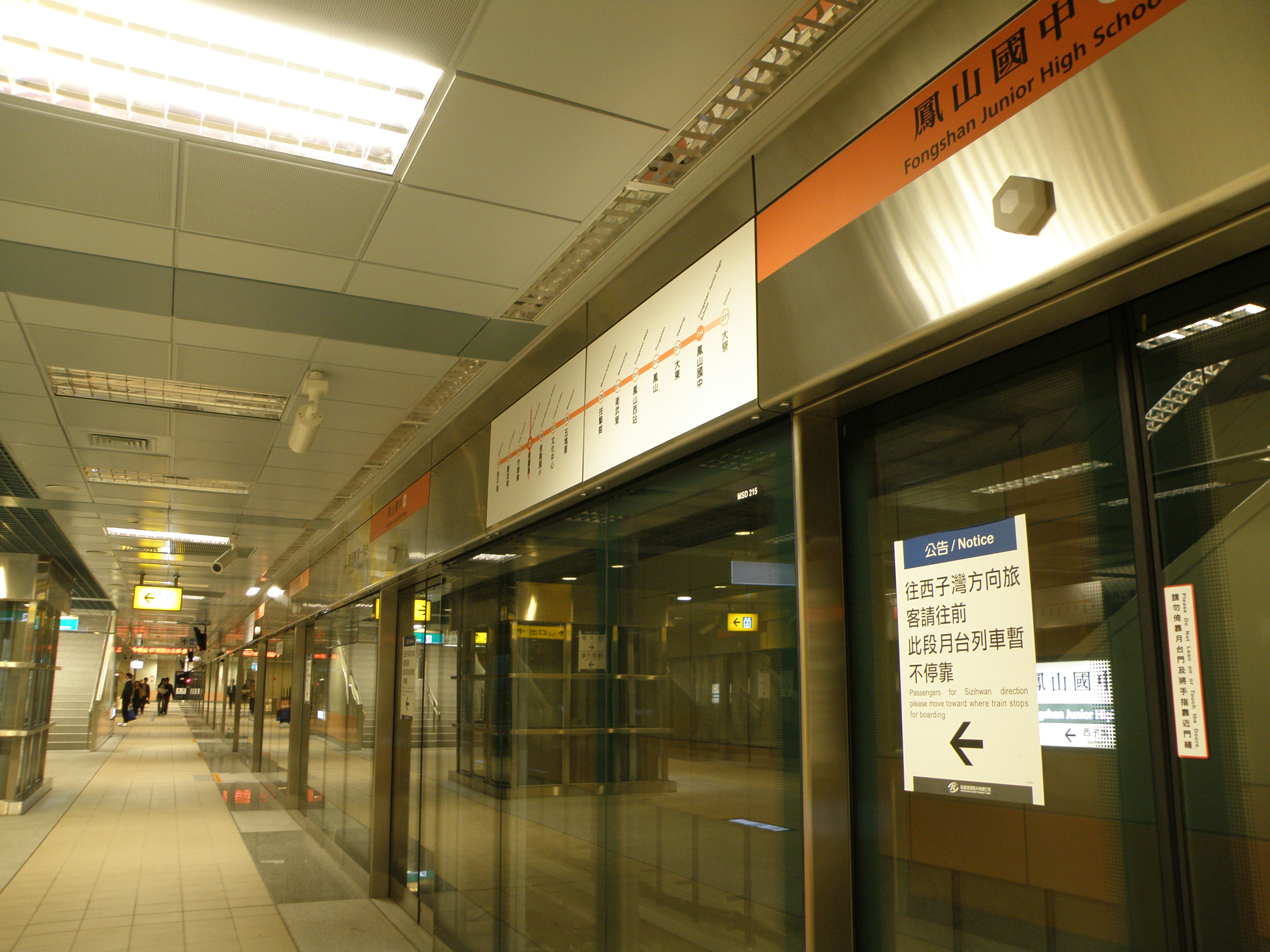
島式月台（地下2樓）

鳳山國中站位於高雄市鳳山區，當地地名竹子腳，為高雄捷運橘線的捷運車站。車站位於中山東路及仁愛路口，站名則取自所在地北邊的「鳳山國中」。車站編號為O14。

## 車站構造
地下兩層島式月台車站，並設有三個出入口。

### 車站樓層
| 地面      | 出入口                     | 出入口                                 |
| 地下 一樓 | 大廳層                     | 車站大廳、詢問處、自動售票機、驗票閘門 |
| 地下 一樓 | 大廳層                     | 洗手間                                 |
| 地下 二樓 | 1號月台                    | ← 橘線 往哈瑪星方向（大東站）          |
| 地下 二樓 | 島式月台，左邊車門將會開啟 |                                        |
| 地下 二樓 | 2號月台                    | 橘線 往終點站方向（大寮站）→           |

### 車站出口
出口1位於車站的北端，出口2位於車站的南端，出口3位於車站的東端，無障礙電梯設於出口1。
| 出入口                          | 圖片 | 出入口資訊                                          |
| ------------------------------- | ---- | --------------------------------------------------- |
| 出入口1 · 設有電梯 · 設有手扶梯 |      | 鳳山國中、黃埔公園、陸軍官校、YouBike微笑單車       |
| 出入口2 · 設有手扶梯            |      | 鳳山郵局、仁愛市場                                  |
| 出入口3 · 設有手扶梯            |      | 誠德街、勝利路、中山新城、中正國小、YouBike微笑單車 |
| 註： 設有電梯 \| 設有手扶梯     |      |                                                     |

## 歷史
- 2008年9月14日：隨著橘線正式通車而啟用。
- 2008年9月21日：舉行通車典禮。

## 利用狀況
2024年日均進出人次為3,536人，在高雄捷運系統中排名第32名；目前最高紀錄為2019年2月的3,832人次，最低紀錄為2020年4月的2,143人次。本站位在鳳山區東側邊緣，北側有不少住宅區，南側除少數住宅區外，即為軍區及山區，東側則為至大寮區的過渡地區。雖然北側人口不少，但卻缺乏接駁車，往東雖有中庄、後庄等大型聚落，接駁車卻開往大寮站。本站位置距離陸軍軍官學校北側圍牆非常接近，為此本站出入口還特別採用迷彩設計，但由於陸軍官校大門開在校園西側，該校及陸軍步兵學校、中正國防幹部預備學校之官兵、師生大多就近利用大東站，致使本站使用人次較少。
| 年   | 全年    | 全年    | 全年      | 全年    | 單日平均 | 單日平均 |
| 年   | 上車    | 下車    | 上下車計  | 來源    | 上車     | 上下車   |
| ---- | ------- | ------- | --------- | ------- | -------- | -------- |
| 2008 | 133,810 | 132,155 | 265,965   | [ a ]   | 1,312    | 2,608    |
| 2009 | 437,510 | 432,086 | 869,596   | [ * 2 ] | 1,199    | 2,382    |
| 2010 | 474,257 | 468,386 | 942,643   | [ * 3 ] | 1,299    | 2,583    |
| 2011 | 514,368 | 500,572 | 1,014,940 | [ * 4 ] | 1,409    | 2,781    |
| 2012 | 599,663 | 573,113 | 1,172,776 | [ * 4 ] | 1,638    | 3,204    |
| 2013 | 624,217 | 599,702 | 1,223,919 | [ * 4 ] | 1,710    | 3,353    |
| 2014 | 637,063 | 607,356 | 1,244,419 | [ * 4 ] | 1,745    | 3,409    |
| 2015 | 615,032 | 584,685 | 1,199,717 | [ * 4 ] | 1,685    | 3,287    |
| 2016 | 608,502 | 575,680 | 1,184,182 | [ * 4 ] | 1,663    | 3,235    |
| 2017 | 603,219 | 572,230 | 1,175,449 | [ * 4 ] | 1,653    | 3,220    |
| 2018 | 632,314 | 595,768 | 1,228,082 | [ * 4 ] | 1,732    | 3,365    |
| 2019 | 627,904 | 588,120 | 1,216,024 | [ * 4 ] | 1,720    | 3,332    |

- 統計來源

註釋
1. ↑  9月21日起開始收費，運量從此日開始計102天[* 1] ）

來源資料
1. ↑  高雄捷運公司.  (PDF). 高雄市政府交通局: 頁10. 2009-01-10  [2019-05-05]. （原始内容存档 (PDF)于2019-10-27）.
2. ↑   (PDF). 高雄市政府捷運工程局: 13. 2009-01-10  [2019-10-27]. （原始内容存档 (PDF)于2019-10-27）.
3. ↑   (PDF). 高雄市政府捷運工程局: 13.   [2019-10-27]. （原始内容存档 (PDF)于2019-10-27）.
4. ↑  . 高雄市政府交通局. 2020-02-17  [2020-02-17]. （原始内容存档于2021-01-06）. 高雄市統計資訊服務網

## 公共藝術
- 鳳人緣心
  - 作者：潘大謙（崑山科技大學空間設計系助理教授）
  - 位置：地下一樓車站大廳地面

## 外部連結
- 鳳山國中站（高雄捷運公司） （页面存档备份，存于）